# Javier Zanetti
Javier Adelmar Zanetti, argentinski nogometaš, * 10. avgust 1973, Buenos Aires.
Sodeloval je na nogometnemu delu poletnih olimpijskih iger leta 1996.